# Johnny Logan
Johnny Logan é o nome artístico do cantor irlandês Séan Patrick Sherriad.
Nasceu próximo à cidade de Melbourne, (Austrália) em 13 de Maio de 1954. O seu pai era um tenor famoso, Patrick O'Hogan que cantou três vezes na Casa Branca, para John F. Kennedy, Lyndon B. Johnson e Richard Nixon
Johnny Logan tem a proeza de conseguir para a Irlanda três vitórias no Festival eurovisão da canção. A primeira, obteve-a em Haia (Países Baixos), em 1980, interpretando a balada What's another year? com música e letra de Shay Healy. Em 1987, Johnny conseguiu uma nova vitória interpretando a canção Hold me now, no Festival realizado em Bruxelas. Em 1992, na Suécia, Johnny Logan venceu como compositor com a canção Why me, cantada por Linda Martin.